# Potrerillo (San Luis)
Potrerillo es una pequeña localidad del Departamento Libertador General San Martín, ubicada en el noreste de la provincia de San Luis, Argentina.
Se encuentra a 1.138 m s. n. m. sobre las Sierras de San Luis, siendo una de las localidades a mayor altura de toda la provincia.
Toda la zona cuenta con actividad minera, con canteras de Granito Rojo Dragón, Rosa del Salto, Salmón del Salto y Gris Perla.

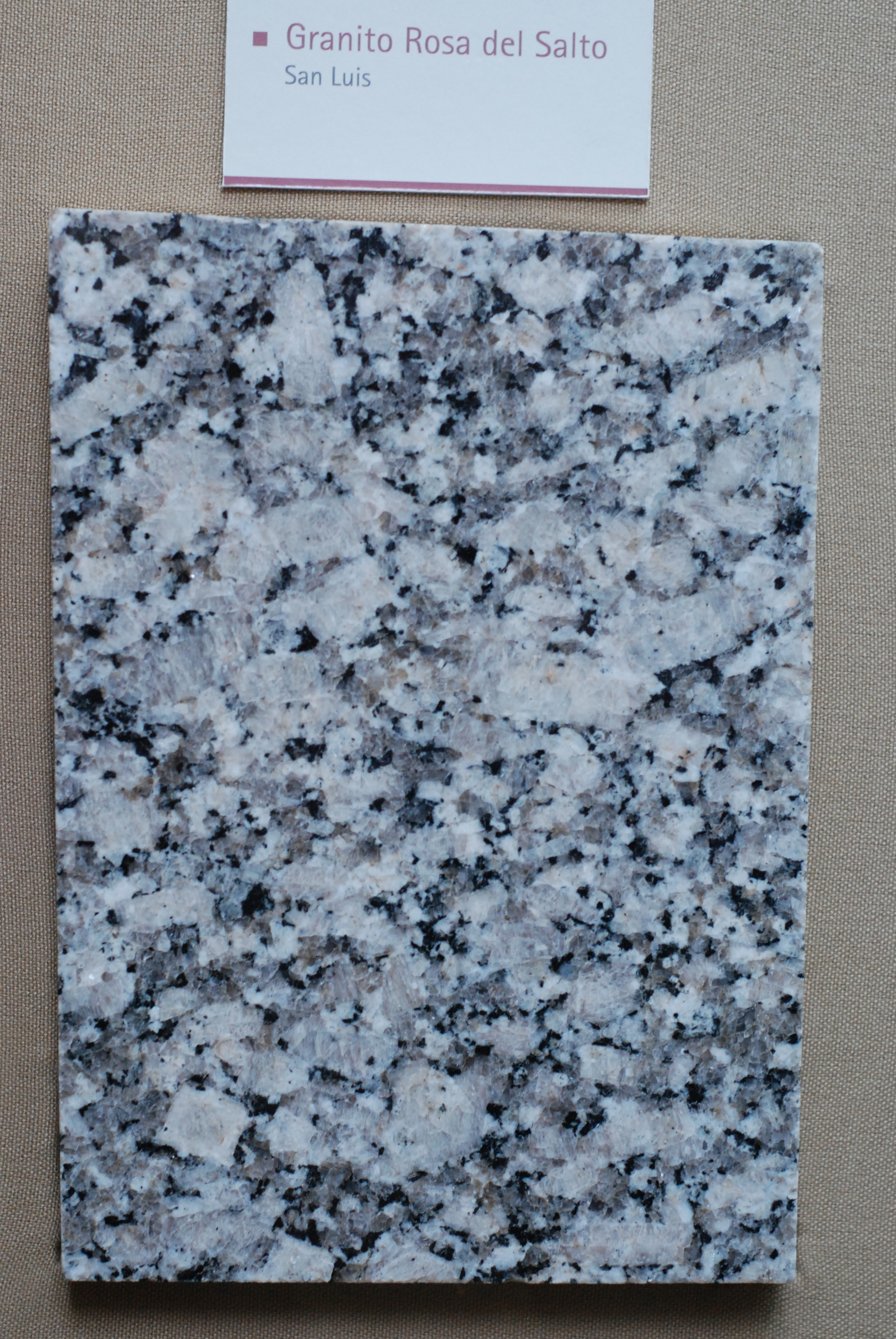
Granito Rosa del Salto. Museo de La Plata.

## Población
Cuenta con 40 habitantes (Indec, 2010), lo que representa un descenso del 44% frente a los 71 habitantes (Indec, 2001) del censo anterior.